# مامره
مامره یا ممره (عبری: מַמְרֵא‎) به یک مکان مذهبی باستانی اشاره دارد که در ابتدا بر روی یک درخت مقدس متمرکز شده بود که «از زمان‌های بسیار قدیم» در الخلیل در کنعان رشد می‌کرد. [۷] از داستان کتاب مقدس ابراهیم و سه بازدیدکننده شناخته شده‌است [پیدایش ۱۸:۱-۸]. درختی که زیر آن چادر زده بود به بلوط یا تربینت ممره معروف است. محققان امروزی سه مکان را در نزدیکی الخلیل شناسایی کرده‌اند که در دوره‌های مختلف تاریخی، متوالی به نام ممره شناخته می‌شوند: خربت نیمره (مکانی کمی کاوش‌شده در دوره ایرانی و هلنیستی)، رامات الخلیل (معروف‌ترین مکان) و خربت اس- سیبته. آخرین مورد حاوی یک درخت بلوط کهنسال بود که طبق سنت نسبتاً جدید به نام بلوط مامره شناخته می‌شد که در سال ۲۰۱۹ فرو ریخت و در محوطه یک صومعه ارتدکس روسی قرار دارد.